# Lexy
Lexy is een gemeente in het Franse departement Meurthe-et-Moselle (regio Grand Est). De plaats ligt aan de rivier de Chiers. Lexy telde op 1 januari 2022 3.902 inwoners.
De gemeente maakt deel uit van het arrondissement Briey en, tot de gemeente in het begin van 2015 werd toegevoegd aan het kanton Longwy, maakte het deel uit van het Kanton Mont-Saint-Martin.

## Geografie
De oppervlakte van Lexy bedroeg op 1 januari 2022 5,99 vierkante kilometer; de bevolkingsdichtheid was toen 651,4 inwoners per km².

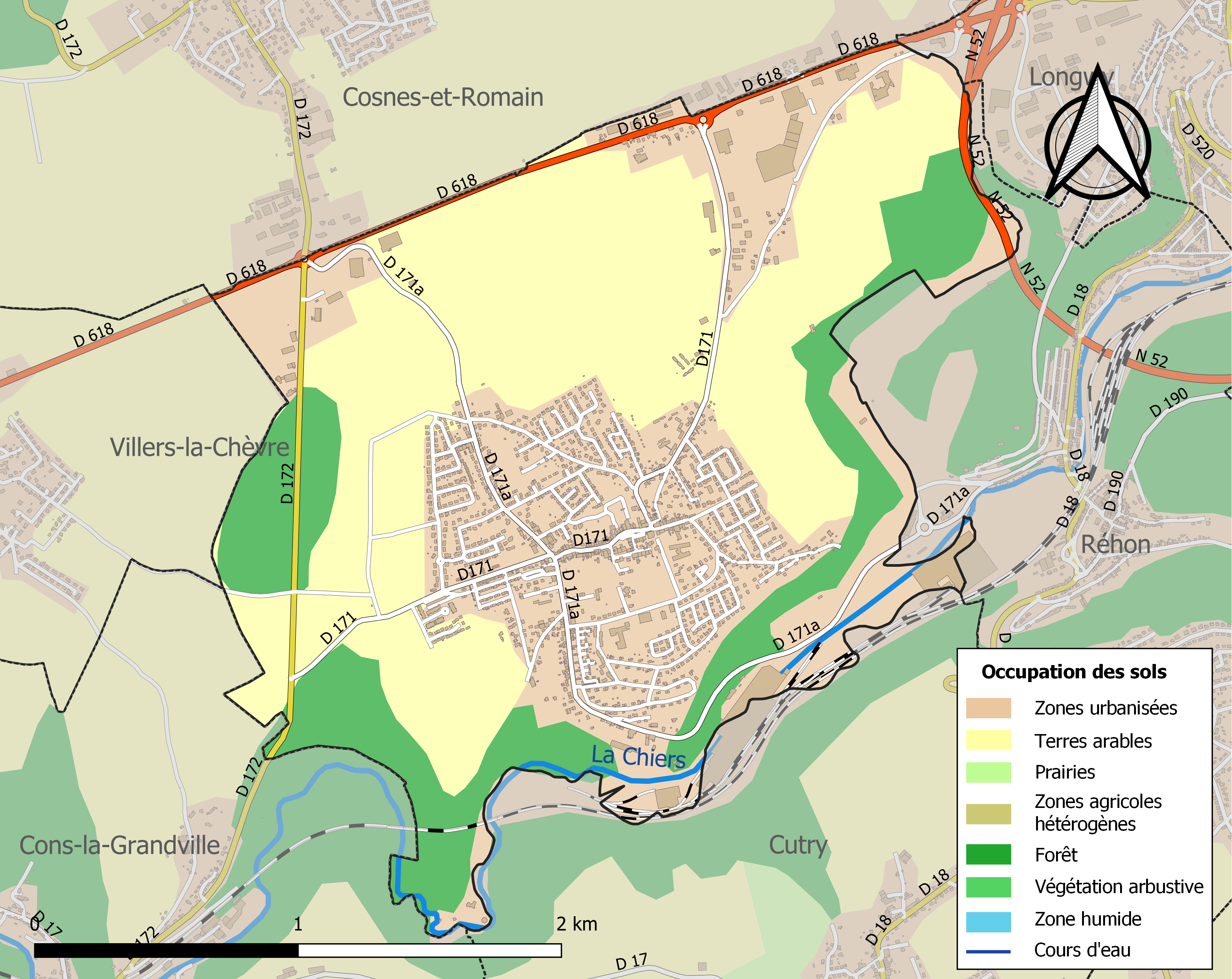
Kaart van de gemeente met de belangrijkste infrastructuur, bodemgebruik en omliggende gemeenten

## Demografie
De figuur toont het verloop van het inwonertal (bron: INSEE-tellingen).